# امرجنت
امرجنت (انگلیسی: Emergent) شرکت داروسازی آمریکایی است، که در سال ۱۹۹۸ توسط فواد الحبری تأسیس شد.